# Michaił Kamielczik
Michaił Stiepanowicz Kamielczik (ros. Михаил Степанович Камельчик, biał. Міхаіл Сцяпанавіч Камельчык, ur. 8 czerwca 1921 we wsi Buszmin obecnie w rejonie tołoczyńskim w obwodzie witebskim, zm. 27 października 2006 w Smoleńsku) – radziecki lotnik wojskowy, podpułkownik, Bohater Związku Radzieckiego (1946).

## Życiorys
Urodził się w białoruskiej rodzinie chłopskiej. Ukończył technikum kolejowe w Orszy i w 1939 aeroklub, w 1940 został powołany do Armii Czerwonej, w 1941 ukończył wojskową lotniczą szkołę pilotów w Odessie. Był pilotem I-16 w 162 pułku lotnictwa myśliwskiego w Białoruskim Okręgu Wojskowym, uczestniczył w wojnie z Niemcami, później został pilotem Ił-2 w 288/33 gwardyjskim pułku lotnictwa szturmowego, w którym następnie został dowódcą klucza. Wraz z pułkiem walczył w składzie 3 Gwardyjskiej Dywizji Lotnictwa Szturmowego 16 Armii Powietrznej na Froncie Północno-Zachodnim, później m.in. na 1 Froncie Białoruskim. Brał udział w wyzwalaniu Nowogrodu, Pskowa, Pińska, Lublina, Warszawy i Poznania, walkach nad Odrą i szturmie Berlina. Wykonując loty szturmowe, atakował wagony kolejowe, samochody i oddziały niemieckie m.in. na trasie kolejowej Łuniniec-Kobryń i na szosie Przysucha-Opoczno oraz w Berlinie i okolicach; 22 kwietnia 1945 został ranny podczas walk o Berlin. Od 1944 należał do WKP(b). Do końca wojny dosłużył się stopnia starszego porucznika. Po wojnie nadal służył w Siłach Powietrznych, w 1953 ukończył wyższą szkołę oficerską w Krasnodarze, był nawigatorem pułku lotniczego, w 1958 zakończył służbę w stopniu podpułkownika. Następnie przeniósł się do Smoleńska, gdzie został nauczycielem, w 1967 ukończył Smoleński Instytut Pedagogiczny, w którym następnie pracował jako wykładowca katedry marksizmu-leninizmu, w latach 70. wykładał historię KPZR w Smoleńskim Państwowym Instytucie Medycznym, w 1983 otrzymał tytuł "Zasłużony Pracownik Kultury RFSRR". Brał aktywny udział w życiu polityczno-społecznym, był członkiem Radzieckiego Komitetu Weteranów Wojny.

## Odznaczenia
- Złota Gwiazda Bohatera Związku Radzieckiego (15 maja 1946)
- Order Lenina
- Order Czerwonego Sztandaru (dwukrotnie)
- Order Wojny Ojczyźnianej I klasy (dwukrotnie)
- Order Czerwonej Gwiazdy
- Medal „Za Odwagę”
- Medal „Za zasługi bojowe”
- Medal „Za zwycięstwo nad Niemcami w Wielkiej Wojnie Ojczyźnianej 1941–1945”
- Medal „Za wyzwolenie Warszawy”